# 網紋宅泥魚
網紋宅泥魚，又稱網紋圓雀鯛，俗名為厚殼仔、二間雀、兩間魔，為輻鰭魚綱鱸形目隆頭魚亞目雀鯛科的其中一種。

## 分布
本魚分布於東印度太平洋區，包括斯里蘭卡、安達曼群島、琉球群島、台灣、菲律賓、印尼、越南、中國南海、泰國、馬來西亞、澳洲、新幾內亞、所羅門群島、密克羅尼西亞、馬里亞納群島、斐濟群島、萬那杜、新喀里多尼亞、夏威夷群島、法屬玻里尼西亞等海域。

## 深度
水深1至50公尺。

## 特徵
本魚體呈圓形而側扁，淡黃色，各鱗皆有暗色邊緣，吻短而鈍圓。口中型；兩頜齒小而呈圓錐狀，靠外緣之齒列漸大且齒端背側有不規則之絨毛帶。其顯著特徵為眼下骨、前鰓蓋骨及鰓蓋骨下緣皆有細鋸骨狀突起，體側有兩條黑色橫帶，第一條起自背鰭第一和第三棘基底間，自下經胸鰭基底延伸至腹鰭基底。第二條則起自背鰭末三個鰭棘基底向下延伸到臀鰭基底，但成魚無此橫帶。背鰭硬棘12枚，軟條14至16枚；臀鰭硬棘2枚，軟條12至14枚；胸鰭鰭條19至21枚；尾鰭叉形，上下葉末端略呈角形。體長可達7公分。它們與Dascyllus carneus非常相似。

## 生態
本魚棲息在礁湖外緣或向海斜坡，通常會成群地在珊瑚上盤旋，幼魚則棲息在較淺的礁石區。雄魚會藉由用嘴清理一塊岩石，或者珊瑚表面以準備一個巢，雌魚則在巢上產下附著卵，具有領域性，會攻擊體型相似的其他魚類。

## 經濟利用
為可愛的觀賞魚。很少人食用。

## 水族飼養
由于它长大后,会变得非常具侵略性，缸里温顺的鱼群数量需要较多，才可避免受它持续追击；它们对同样凶恶的鱼类,则比较少主动挑衅。